# Martina Winkelhofer
Martina Winkelhofer-Thyri (* 1972 in Wien) ist eine österreichische Historikerin, Kunsthistorikerin und Autorin.

## Leben
Martina Winkelhofer promovierte in Geschichte und Kunstgeschichte an der Universität Wien. Sie war als Dozentin an den Universitäten in Wien, Bonn und Prag tätig sowie Projektmitarbeiterin der Kommission für Neuere Geschichte Österreichs. Seit 2012 schreibt sie eine wöchentliche Geschichtskolumne für die Wochenendbeilage der Kronen Zeitung, darüber hinaus gestaltet sie seit 2015 auch Spezialmagazine zu historischen Themen.

## Werke
- Viribus Unitis. Der Kaiser und sein Hof – Ein neues Franz-Joseph-Bild. Amalthea, Wien 2008, ISBN 978-3-85002-650-5
- Adel verpflichtet. Frauenschicksale in der k.u.k. Monarchie. Amalthea, Wien 2009, ISBN 978-3-85002-686-4
- So erlebten wir den Ersten Weltkrieg. Familienschicksale 1914–1918. Amalthea, Wien 2013, ISBN 978-3-85002-859-2
- als Herausgeberin zusammen mit Alma Hannig: Die Familie Hohenlohe. Eine europäische Dynastie im 19. und 20. Jahrhundert. Böhlau, Köln/Weimar/Wien 2013, ISBN 978-3-412-22201-7
- Eine feine Gesellschaft. Europas Königs- und Kaiserhäuser im Spiegel ihrer Skandale. Amalthea, Wien 2014, ISBN 978-3-85002-776-2
- Sisis Weg. Vom Mädchen zur Frau – Kaiserin Elisabeths erste Jahre am Wiener Hof. Piper, München 2021, ISBN 978-3-492-07051-5